# Iberia (Albéniz)

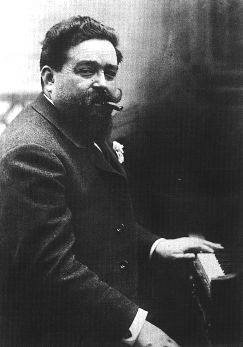
Isaac Albéniz.

La suite para piano Iberia, escrita por Isaac Albéniz, fue compuesta entre 1905 y 1909 (fecha de la muerte del compositor), y es quizás la más importante obra de la literatura pianística española, así como una de las cimas de la música para piano de todos los tiempos. De ella dijo Olivier Messiaen: “es la maravilla del piano, ocupa quizá el más alto puesto entre las más brillantes muestras del instrumento rey por excelencia”. No debe confundirse con la Suite española Op. 47, también de Albéniz.

## Estructura
Consta de cuatro cuadernos de tres piezas cada uno.
- Cuaderno 1. Fue dado a conocer en la Sala Pleyel de París el 9 de mayo de 1906 por Blanche Selva, en versión simplificada. La misma pianista fue la encargada de estrenar el resto de la obra.
  - Evocación. Consta de cuatro partes que recuerdan vagamente la forma sonata: un primer tema en la bemol menor (con la indicación “allegretto espressivo”) seguido de un intermedio con ritmo de fandanguillo y un segundo tema en do bemol mayor. Continúa con reapariciones del intermedio, y de los dos temas (el segundo en la bemol mayor). Termina con un recuerdo al fandanguillo en pianísimo.

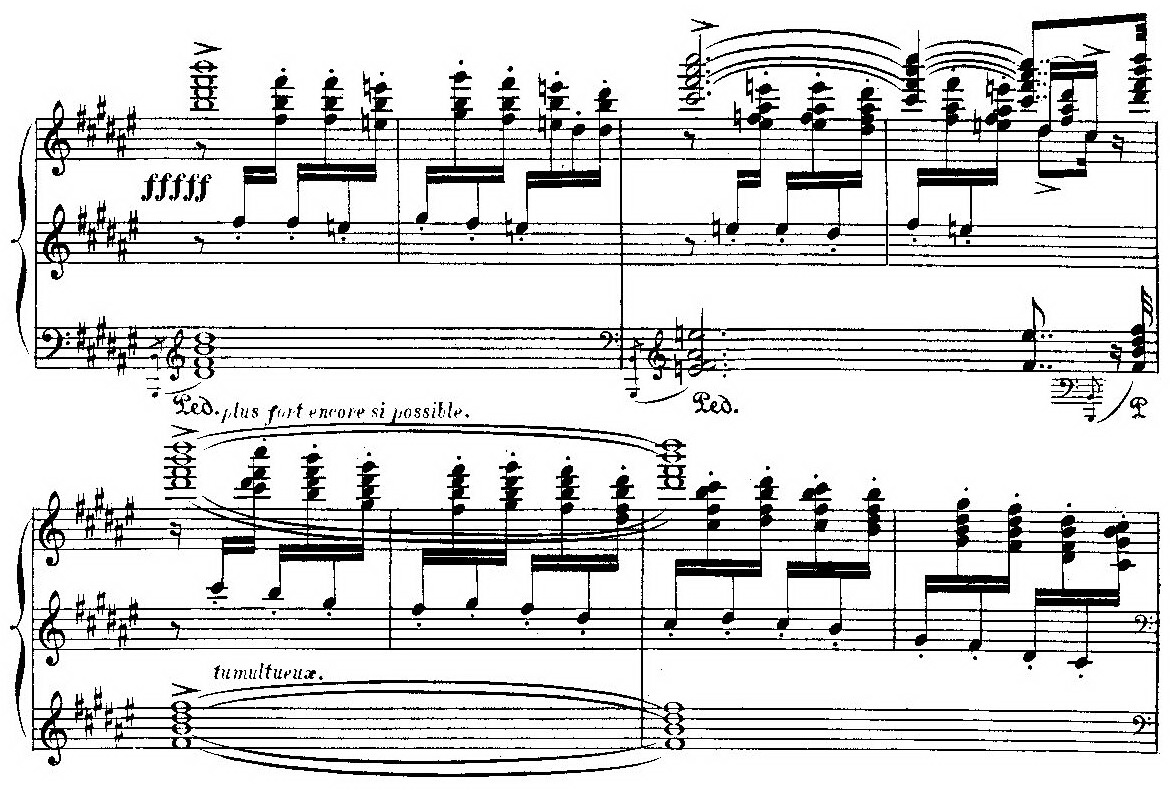
Fragmento de 'El Corpus Christi en Sevilla' en el que se realiza la notación en 3 pentagramas.

  - El Puerto. Es la pieza más corta de la colección. Hace referencia a El Puerto de Santa María (Cádiz). Comienza con una introducción que servirá como fórmula de acompañamiento de gran parte de la pieza. Le siguen el primer tema (con la indicación allegro comodo) y el segundo tema, en el que utiliza el mismo acompañamiento de la introducción pero con un matiz suave. El desarrollo viene indicado como "muy lánguido" y en él podemos encontrar influencias claras de Debussy tanto en la sutileza armónica como en el empleo de la escala por tonos. Fragmento de 'El Corpus Christi en Sevilla' en el que se realiza la notación en 3 pentagramas.
  - El Corpus Christi en Sevilla. Es la pieza más larga del primer cuaderno y a la vez la que entraña una mayor complejidad técnica en su ejecución. Cabe destacar a este respecto la escritura en tres pentagramas de algunos pasajes de la obra y las numerosas indicaciones de matices, expresión y fraseo que el compositor dejó plasmadas. La pieza comienza con una representación pianística de unos redobles de tambor a los que le sigue el primer tema, la marcha basada en la canción popular castellana La tarara, con la indicación "allegro giocoso". Le sigue un segundo tema, la saeta, con un aire más tranquilo. Después de una transición de carácter flamenco llegamos a un desarrollo muy rico contrapuntística y rítmicamente hablando. Concluye la pieza con un nuevo tema muy calmado en pianísimo.
- Cuaderno 2. Las tres piezas que componen este cuaderno se estrenaron en San Juan de Luz el 11 de septiembre de 1907.
  - Rondeña. Saltarina pieza que alterna ritmos 6/8 y 3/4, propios de la petenera. La sección central, a modo de copla, pone el contraste por su brillantez.
  - Almería. Extraña pieza llena de contrastes, con tonos melancólicos y alegres en alternancia, pasajes de poética ensoñación frente a otros de opulencia sonora y ritmo marcado. El final de esta pieza es bellísimo.
  - Triana. Una de las más divulgadas piezas de Albéniz. Evoca el barrio sevillano a través de una seguiriya bulliciosa y colorista, dentro de una estilización poética que no cae en el folclore tópico. Hay en toda la pieza una elegancia de fraseo y un señorío de la mejor ley.
- Cuaderno 3. Se dio a conocer en París, en casa de la Princesa de Polignac, en 2 de enero de 1908. Está formada por «El Albaicín», «El Polo» y «Lavapiés».
  - El Albaicín. Pieza inspirada en este barrio granadino que mantiene un extraordinario y original juego rítmico. Este se mantiene a lo largo de toda la página, con infinitas facetas. Parece un cante jondo melancólico, unas veces misterioso y otras apasionado. Son de destacar el rítmico y originalísimo arranque de la pieza así como las numerosas referencias a arpegios y rasgueos característicos de la guitarra flamenca. La primera sección alterna una rica y viva colección de temas de resonancias flamencas con otro tema más pausado, misterioso y profundo, como el cantaor que desgrana su quejío con un ligero acompañamiento de fondo. La segunda sección, de gran contraste con la anterior, presenta un bellísimo tema de un lirismo apasionado, arrebatador. Finalmente, una tierna, casi amorosa reexposición del mismo tema remata la pieza de manera magistral. El Albaicin es considerada por muchos la obra maestra dentro de esa gran obra maestra que es Iberia.
  - El Polo. Esta pieza nos lleva a un ámbito mucho más sosegado que la anterior. Pese a que «El Polo» es un cante jondo de tendencias trágicas, Albéniz da una visión desenfada y voluptuosa, sobre todo en su segunda parte, de ecos ravelianos.
  - Lavapiés. Pieza que evoca el popular barrio madrileño mediante un curioso ritmo de habanera en el que se entremezcla, en una ensoñación señorial y levemente melancólica, el tono castizo y chulesco propio del organillo.
- Cuaderno 4. Se estrenó el 9 de febrero de 1909 en París, en la Sociedad Nacional de Música.
  - Málaga. Nos encontramos con una extraordinaria dificultad rítmica que aumenta a medida que avanza la pieza. Se repiten reminiscencias de cante[1] que se hacen más poderosas y que, tras un breve pasaje en piano, se rematan en dos contundentes acordes.
  - Jerez. Controlada en su apasionamiento, de la línea más cantabile -aunque con pasajes rítmicos endiablados-, es esta pieza señorial y refinada.
  - Eritaña. Una de las páginas más deslumbrantes del pianismo español. Sobre unas sevillanas a moto perpetuo, se trazan imágenes que alcanzan un ritmo arrollador. Estamos ante una apoteosis de la danza. Hay color, alegría y una complejidad para el pianista verdaderamente terrible. Debussy dijo de ella: "Nunca la música ha alcanzado expresiones tan diversas. Los ojos se cierran como fatigados de haber contemplado tantas imágenes".

## Andalucismo
Es notable la visión de España que la obra presenta. (Su tema evidentemente es España, título que Albéniz no podía usar pues había dos piezas recientes con este título.) Sevilla, Cádiz, Almería, Ronda, El Albaicín (Granada), Málaga, Jerez y tres piezas dedicadas a Sevilla: El Corpus en Sevilla, Triana y Eritaña (desaparecida venta sevillana). Nada de castillos y palacios. El único elemento madrileño - incluso el único elemento castellano - es la popular plaza de Lavapiés.

## Intérpretes
La obra ha sido caballo de batalla de los más prestigiosos pianistas, destacando los registros fonográficos de Esteban Sánchez, Alicia de Larrocha (que la grabó en tres ocasiones), Pedro Carboné, Guillermo González, Ricardo Requejo, Rafael Orozco, Olivier Chauzu y Luis Fernando Pérez, por la que recibió la Medalla Albéniz. En 2015 Gustavo Díaz Jerez publicó la primera grabación en DVD y video de alta definición. Por su grabación en CD recibió en 2010 la medalla Albéniz.  Sobre Esteban Sánchez, cuando preguntaron a Daniel Barenboim cuándo grabaría Iberia, este respondió que después de haber escuchado la grabación de Esteban Sánchez, poco le quedaba por añadir.

## Orquestaciones
Uno de los primeros interesados en orquestar Iberia fue Maurice Ravel. Sin embargo, hubo de desistir, pues los herederos del compositor cedieron los derechos a Enrique Fernández Arbós, el cual orquestó cinco de las doce piezas: Evocación, El puerto, Corpus Christi en Sevilla, Triana y El Albaicín. Carlos Surinach orquestó años después las restantes, completando así el trabajo de Arbós. La versión de Arbós ha sido grabada en múltiples ocasiones, mientras que complementada por la de Surinach no tanto, destacando los registros de Eugene Ormandy con la Orquesta Filarmónica de Filadelfia y de Jesús López Cobos con la Orquesta Sinfónica de Cincinnati.
Leopold Stokowski hizo una acertada orquestación de Corpus Christi en Sevilla.
A principios de los años noventa, el músico eslovaco Peter Breiner recibió el encargo de la discográfica Naxos de orquestar Iberia. Terminó los doce números, con una orquestación bastante romántica pero con un papel más destacado de la percusión. Fue grabada por la discográfica en 1996, con Igor Golvschin y la Orquesta Sinfónica de Moscú.
Francisco Guerrero Marín inició una orquestación de la obra con un lenguaje más moderno, con gran masa sonora y predominio del metal, pero su repentino fallecimiento en 1997 hizo que el trabajo quedara sin terminar. Completó Corpus Christi en Sevilla, Almería,  El Albaicín, El Polo, Málaga y Jerez. Las piezas orquestadas fueron grabadas por José Ramón Encinar y la Orquesta Sinfónica de Galicia. ↵Actualmente, Jesús Rueda, alumno de Guerrero se encuentra finalizando esta labor.